# Cá cháo lớn Đại Tây Dương
Cá cháo lớn Đại Tây Dương (tên khoa học Megalops atlanticus) là một loài cá thuộc họ Cá cháo lớn chủ yếu phục vụ cho mục đích câu thể thao. Chúng có thể dài tới 2,44 m (8 ft) và đôi khi nặng tới 90 kg (200 pao).

## Mô tả
Bề ngoài Cá cháo lớn Đại Tây Dương màu trắng bạc. Vây lưng duy nhất không có gai. Số lượng tia vây lưng: 13-21, tia vây lưng cuối cùng dạng sợi. Các vây ngực rất thấp. Vây hậu môn với 22-29 tia vây. Vây hông với 10-11 tia vây. Bong bóng nằm đối diện với hộp sọ, dài khoảng 2 cm. Cá bột trong mờ, đầu hẹp.
Chúng sinh sống ở vùng nước ven biển, cửa sông, đầm phá, và các con sông. Chúng hầu như chỉ ăn cá bơi theo bầy đôi khi ăn cua. Chúng có khả năng làm đầy bong bóng bơi lội của chúng bằng không khí, giống như một lá phổi nguyên thủy. Điều này cho phép chúng có một lợi thế săn mồi khi mức độ oxy trong nước thấp. 

## Hình ảnh

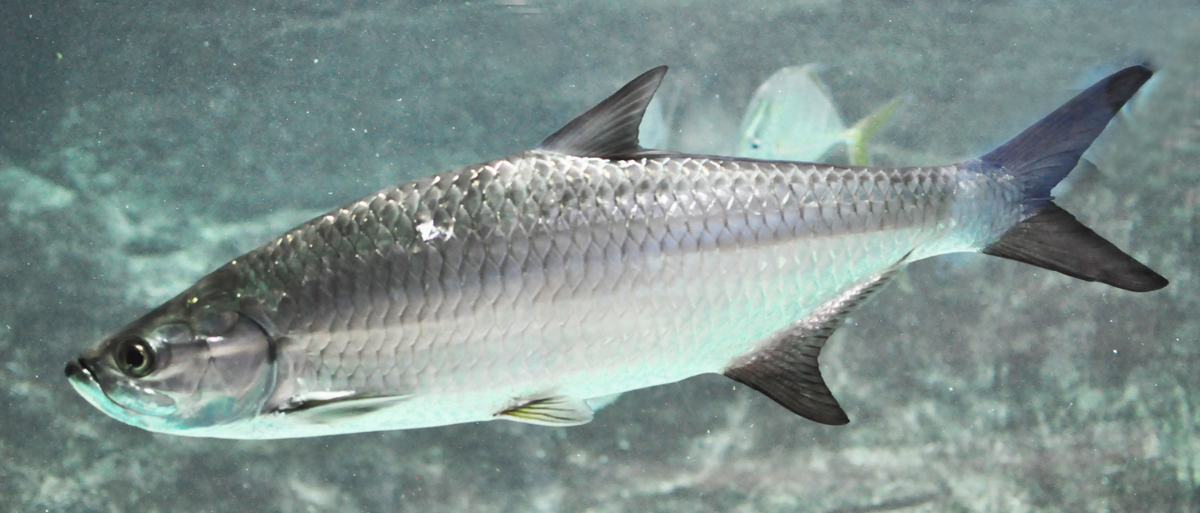
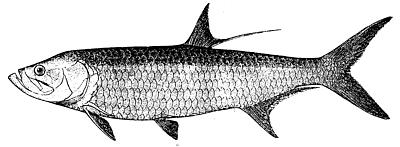
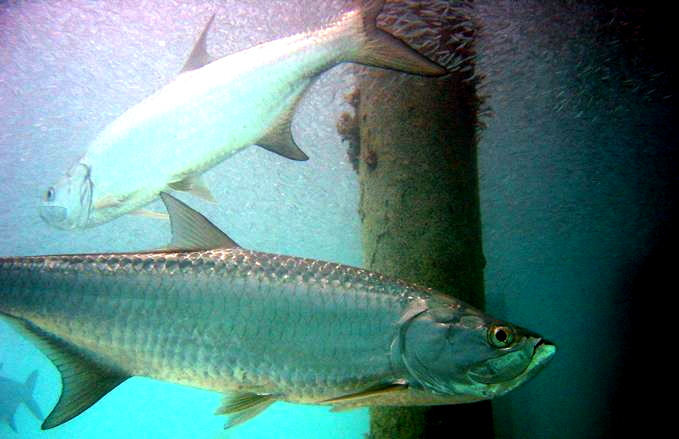

- Tập tin:Karol Meyer freediving with Tarpons.jpg